# 久遠 (小說家)
久遠（1986年8月17日—），台灣女性輕小說作者，活動於2008-2017年。當時居於台北，是研究所的學生。
2008年，以《罌籠葬》一書奪得第一屆台灣角川輕小說暨插畫大賞金賞，當時為大學學生。居於台北。

## 出版作品
- 罌籠葬（全一卷） （Izumi繪／台灣角川 Fantastic Novels，2009）
- 流光森林（全五卷）（Izumi繪／台灣角川 Fantastic Novels，2010-2013）
- 兩守〈潔〉（全一卷）（木言繪／台灣角川 Fantastic Novels DX，2014）
- 兩守〈晦〉（全一卷）（木言繪／台灣角川 Fantastic Novels DX，2014）
- 墨方簿（全三卷）（Akru 繪/ 台灣角川 Fantastic Novels DX，2015-2017）

## 腳注
1. ↑  .   [2010-12-29]. （原始内容存档于2010-03-30）.

## 外部連結
- 久遠個人blog 「AncienGlyph」 （页面存档备份，存于）